# Dallas Zoo
Koordinaten: 32° 44′ 39″ N, 96° 48′ 51″ W
Der Dallas Zoo befindet sich in der Stadt Dallas im US-Bundesstaat Texas. Er ist Mitglied der World Association of Zoos and Aquariums (WAZA) sowie der Association of Zoos and Aquariums (AZA). Seit 2015 besuchen jährlich mehr als eine Million Gäste den Zoo.

## Geschichte
Im Jahr 1888 erwarb der Stadtrat von Dallas zwei Hirsche und zwei Berglöwen und stellte die Tiere im Stadtpark aus. In den 1890er Jahren wurden weitere Tiere gekauft und in die Sammlung des Zoos im City Park aufgenommen. 1910 wurden die Tiere in den Fair Park verlegt und zogen bereits 1912 erneut um, in den jetzigen Standort, den Marsalis Park. Weitere Tiere wurden dort untergebracht. In den 1960er Jahren war der Dallas Zoo eine beliebte und profitable Attraktion. 2009 übergab der Stadtrat von Dallas den Zoo an die Dallas Zoological Society zur privaten Verwaltung.

## Tierbestand
Anfang 2021 lebten im Zoo auf einer Fläche von 43 Hektar ca. 2000 Tiere in 400 Arten. 350 fest angestellte Tierpfleger sowie weitere 750 freiwillige Helfer sorgen für das Wohl der Tiere. Es wird schwerpunktmäßig darauf geachtet, gefährdete Arten zu erhalten und Tiere in Gefangenschaft zu züchten. In den verschiedenen Freianlagen und Tierhäusern werden Säugetiere, Reptilien, Amphibien, Vögel und Gliederfüßer gezeigt. Nachfolgende Bilder zeigen einige ausgewählte Tierarten.

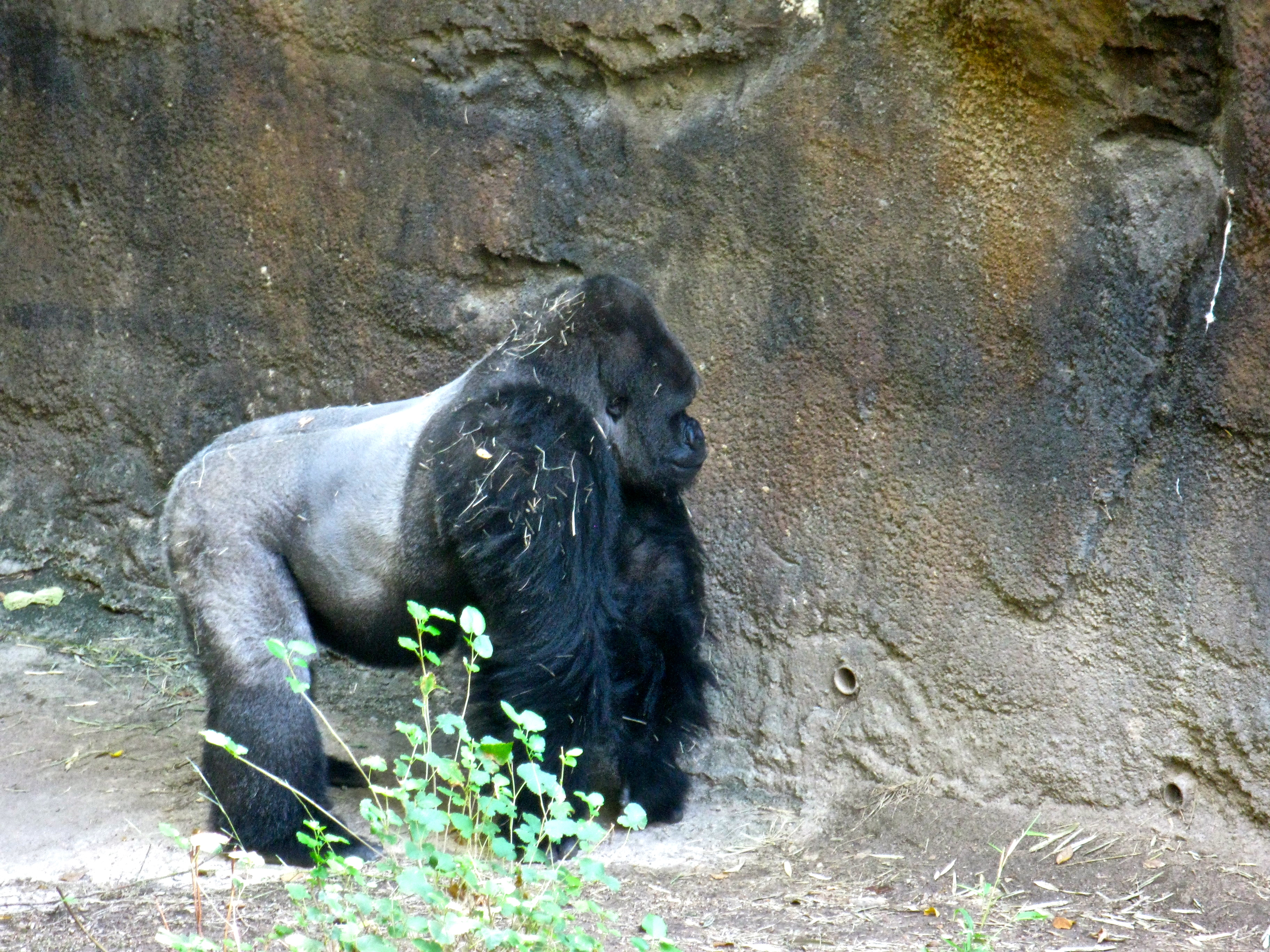
Westlicher Gorilla, Männchen
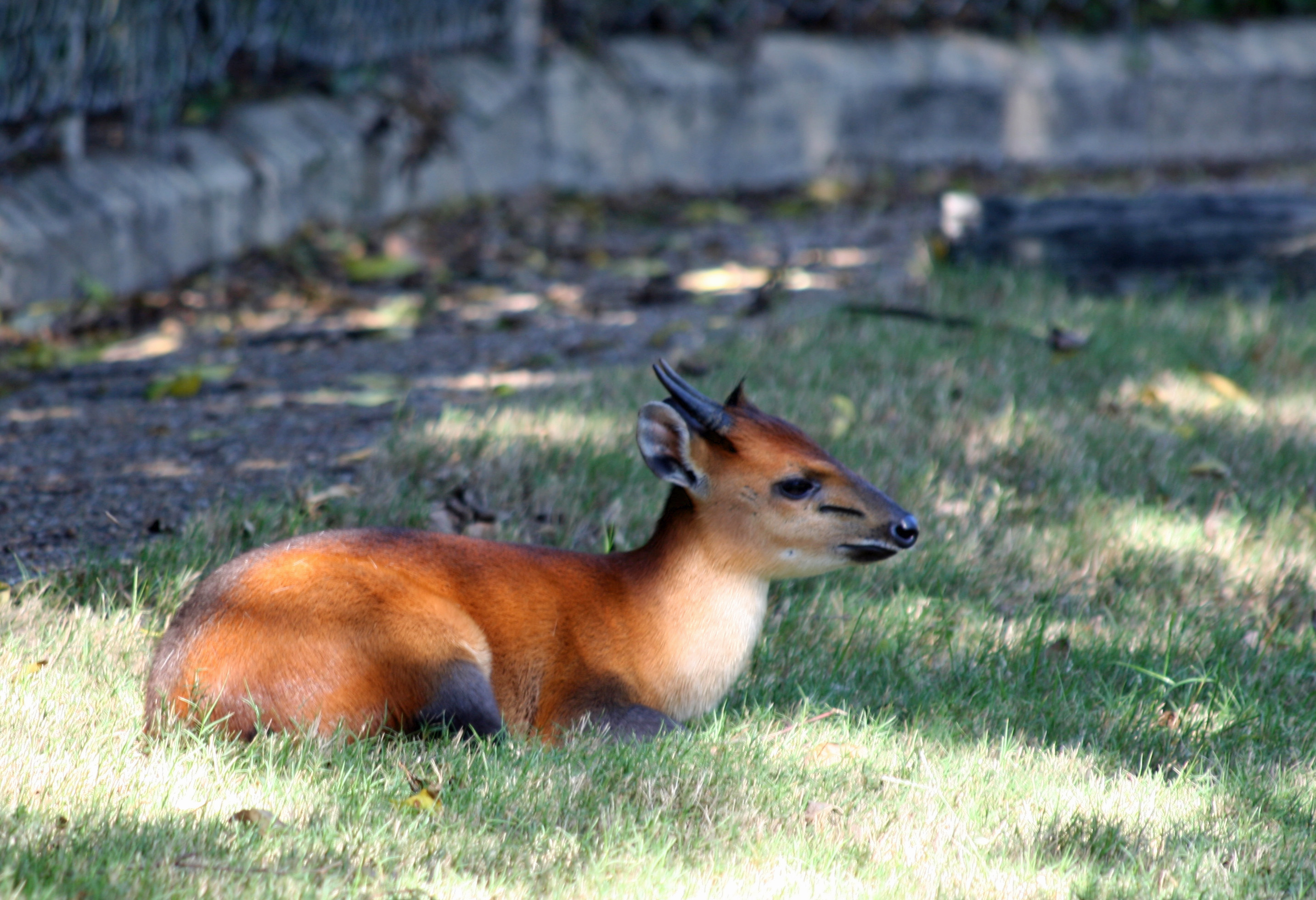
Rotflankenducker
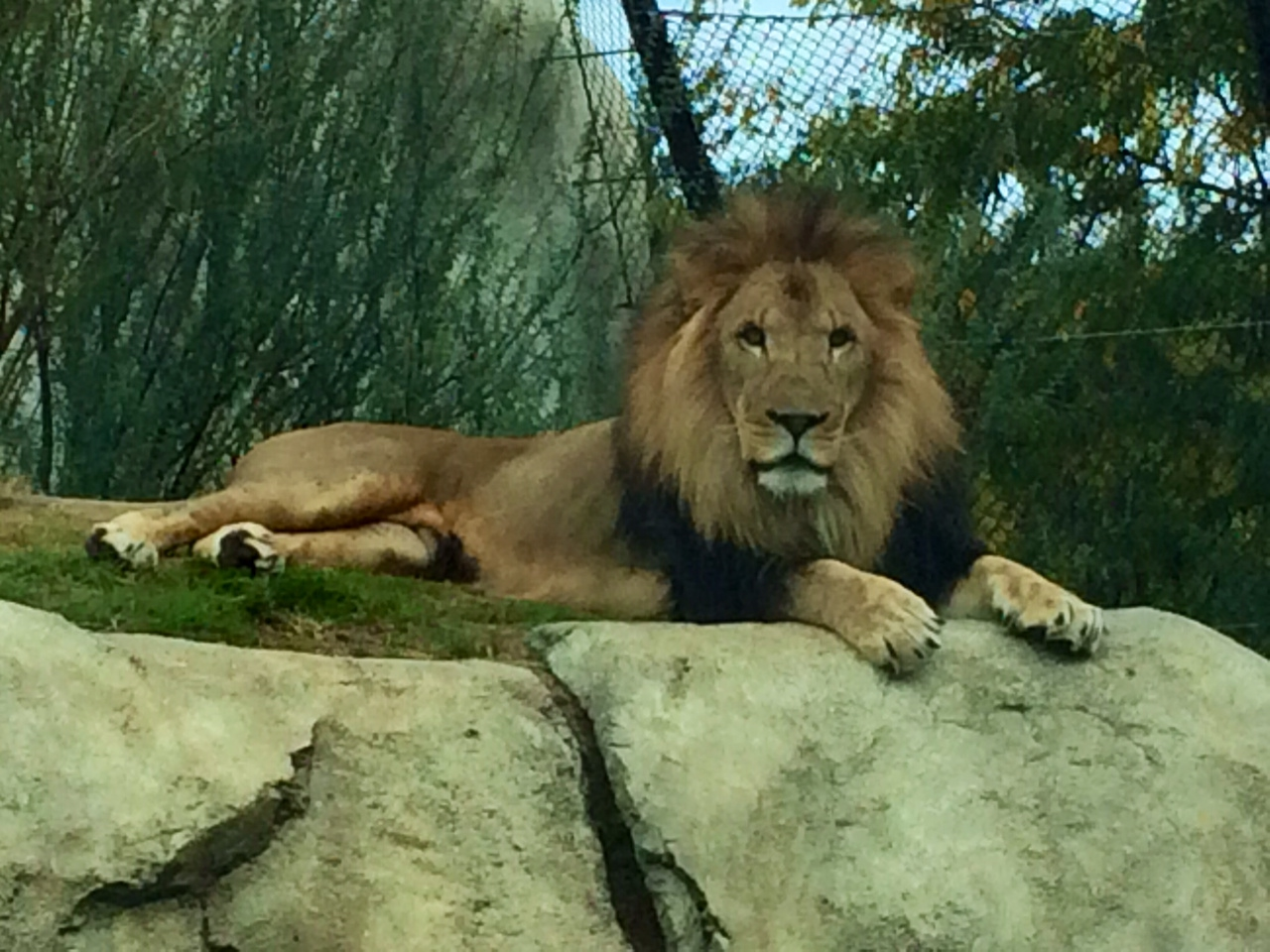
Löwen-Männchen
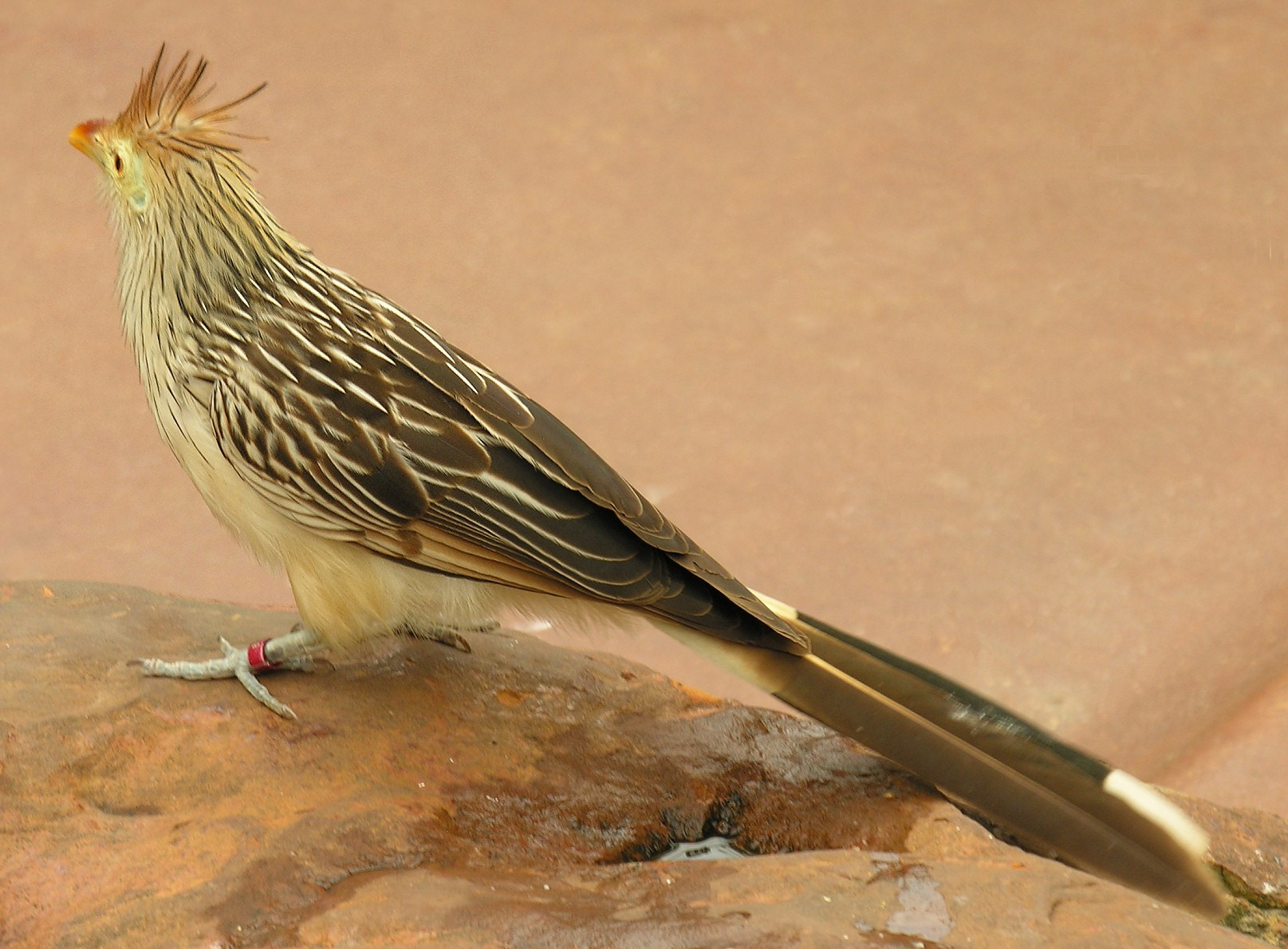
Guirakuckuck

## Anlagenkonzept
Im Dallas Zoo werden Tiergruppen bevorzugt in großen Freianlagen gehalten, die mit der für die einzelnen Regionen typischen Vegetation bepflanzt ist und außerdem Wasserstellen, künstliche Felsformationen und Rückzugsgebiete enthalten. Zu den wichtigsten Exponaten zählt ein Forschungszentren für Gorillas (Gorilla Research Center). 2004 erklomm ein Gorilla eine Stützmauer der damaligen Anlage, verletzte mehrere Besucher und entkam in den Zoo. Nachdem er von Mitarbeitern des Zoos verfolgt, jedoch nicht wieder eingefangen werden konnte, wurde er von Polizisten erschossen. Dieser Vorfall veranlasste mehrere Zoos, Notfallteams für den Umgang mit entkommenen Tieren einzurichten oder zu erweitern. Das Gorilla-Forschungszentrum in Dallas wurde mit Modifizierungen der Außenanlage, höheren Wänden und geänderten Sichtbereichen für Besucher neu gestaltet. Außerdem wurde das Forschungszentrum mit klimatisierten Innenschauräumen, die mit raumhohen Fenstern ausgestattet sind, und einer Videoüberwachung erweitert. Zusätzlich befindet sich geschultes Personal vor Ort, um Fragen zu beantworten und weitere Informationen zu vermitteln. Weitere bedeutende Anlagen im Zoo bestehen für Schimpansen (Chimpanzee Forest), Tiger (Endangered Tiger Habitat), Flusspferde (Simmons Hippo Outpost), Pinguine (Penguin Cove), Krokodile (Crocodile Isle) sowie für Tiere aus Afrika (Wilds of Africa) und (Giants of the Savanna). Für die jugendlichen Besucher gibt es einen Kinderzoo sowie ein Informationszentrum (Bug U!), wo sich speziell Kinder über Termitenstaaten, Honigbienenstaaten, Blattschneiderameisen und Schwarze Witwen informieren können. Nachfolgende Bilder zeigen einige Anlagen des Zoos.

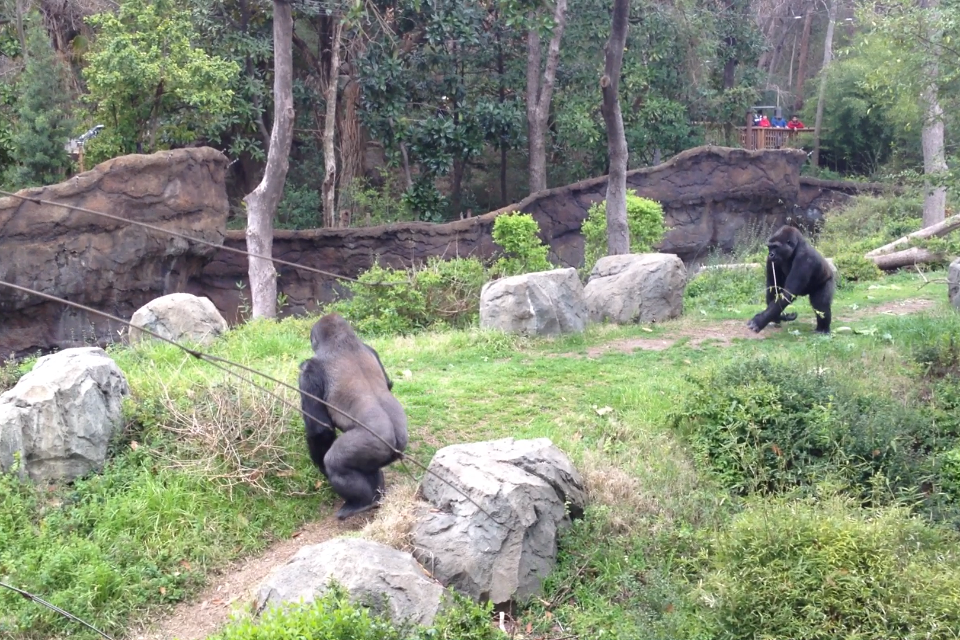
Freianlage für Gorillas
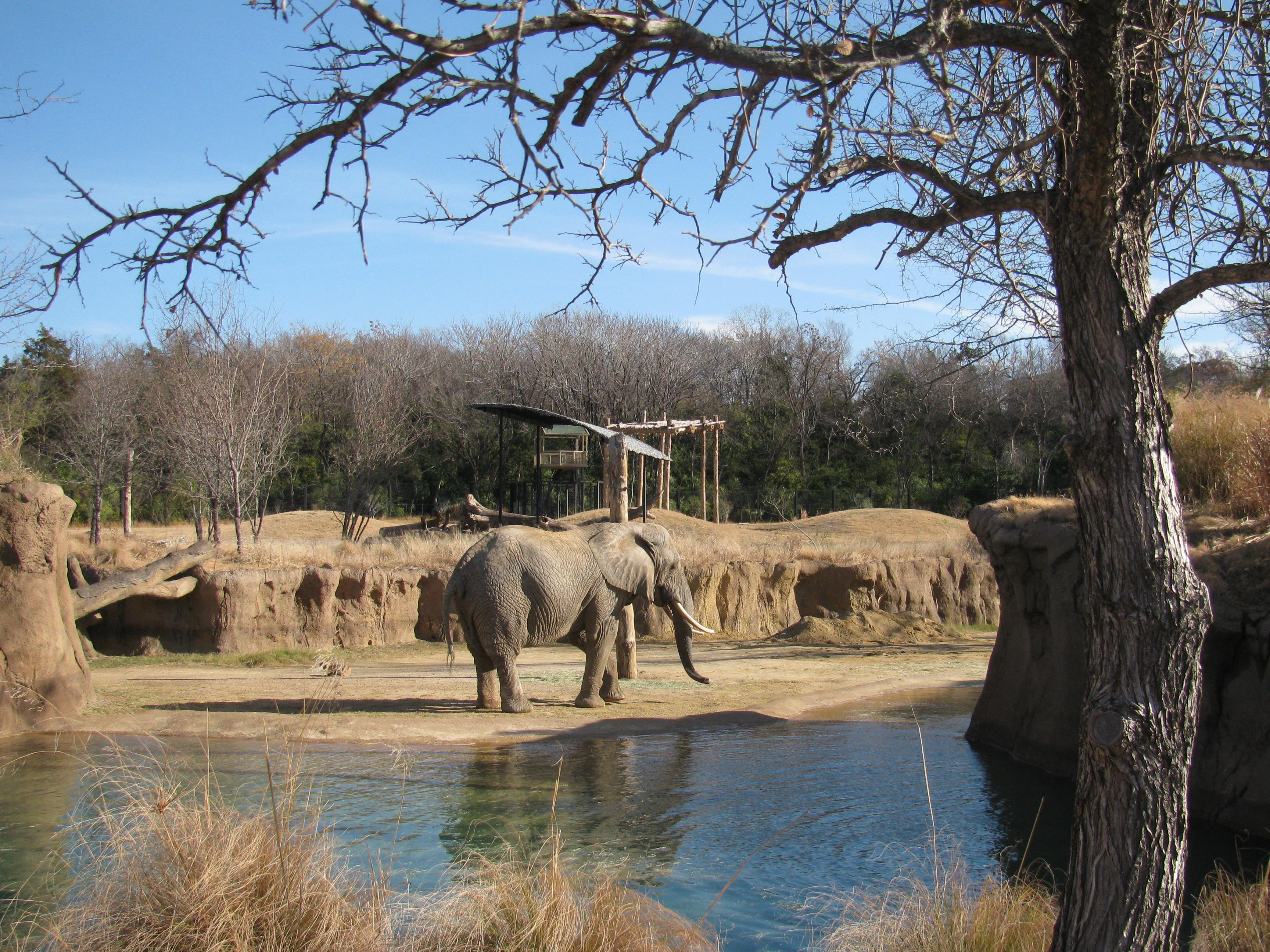
Freianlage für Elefanten
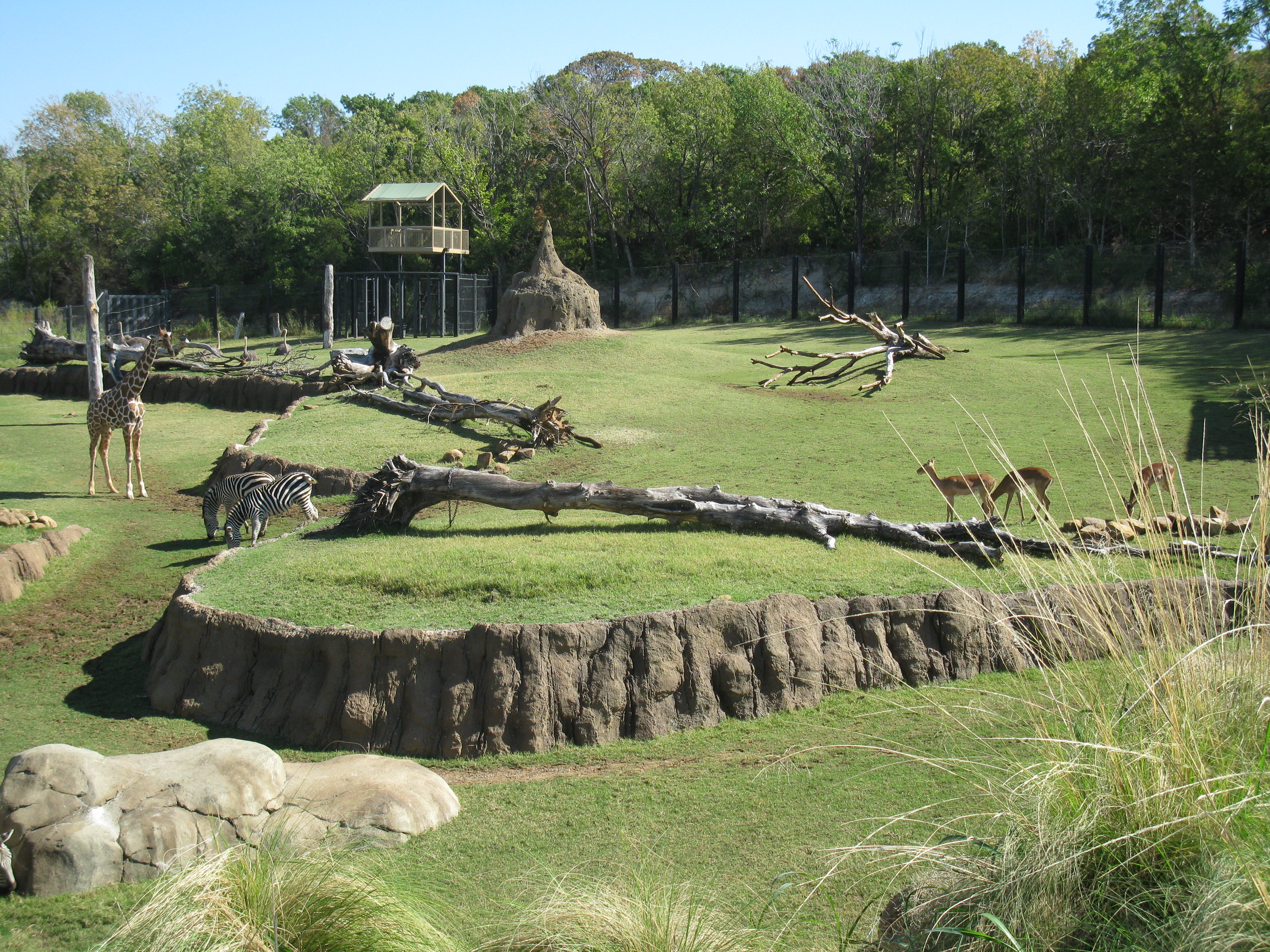
Freianlage für Steppenbewohner Afrikas
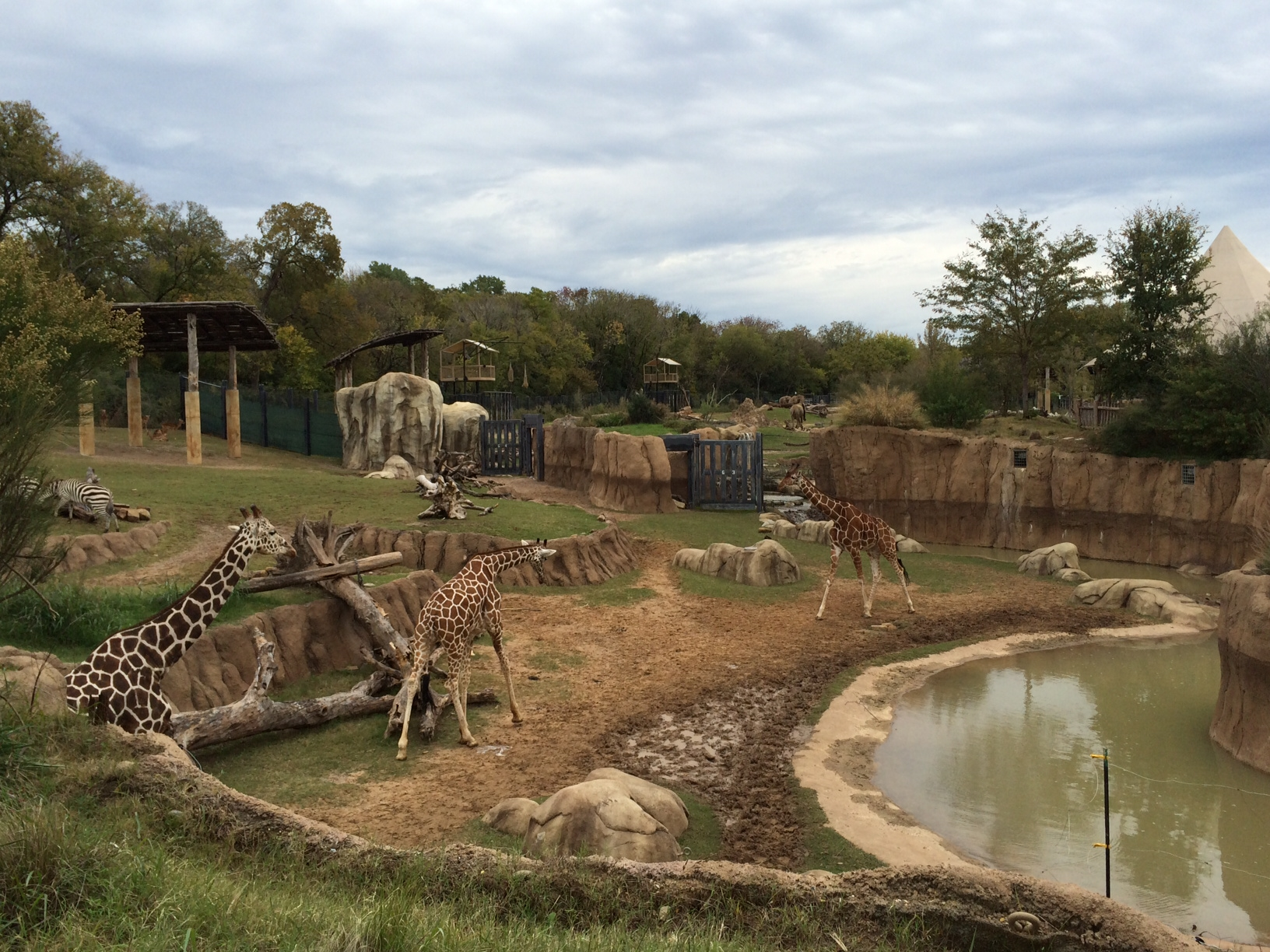
Giraffen in Giants of Savanna
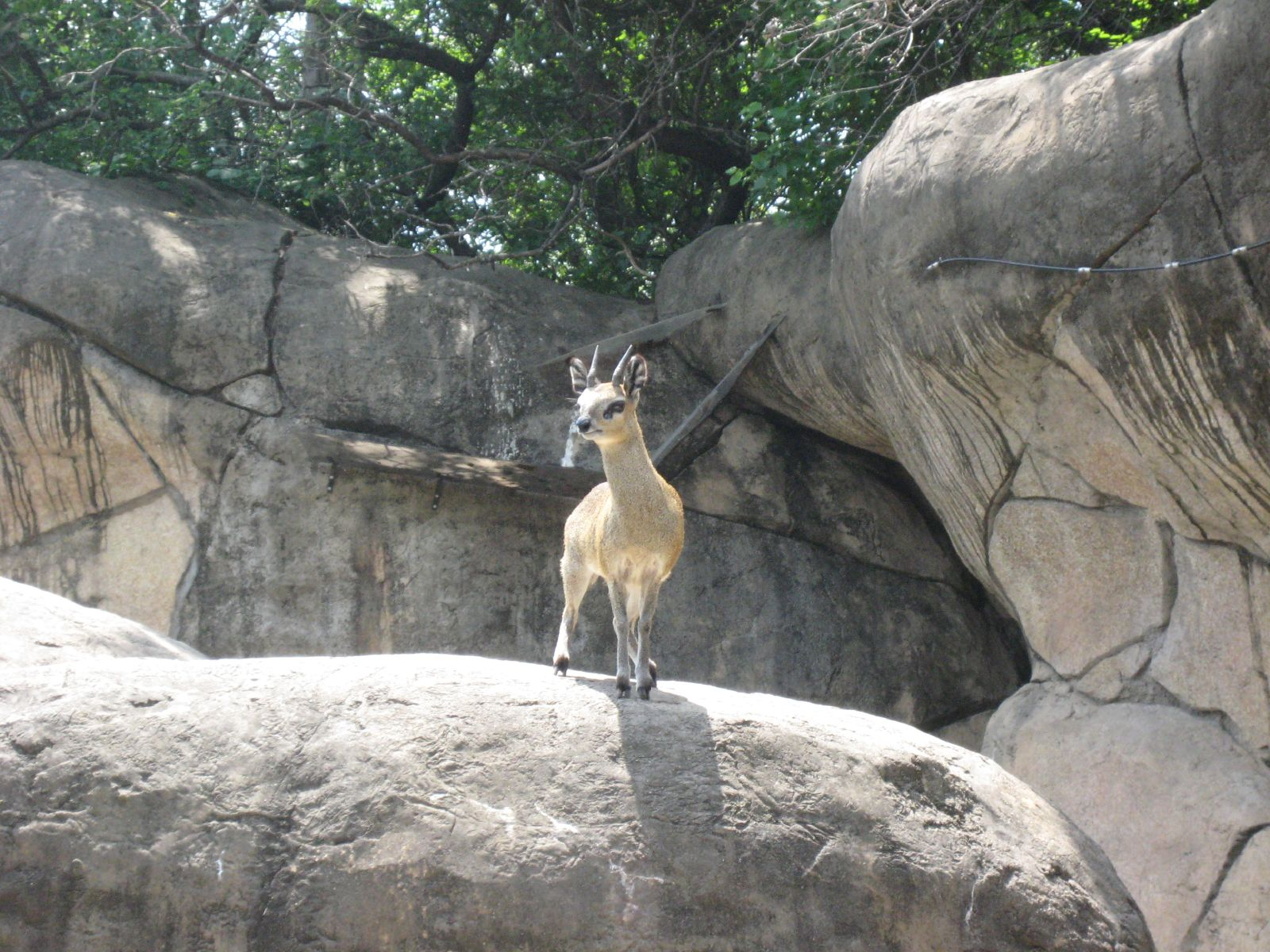
Freianlage für Klippspringer
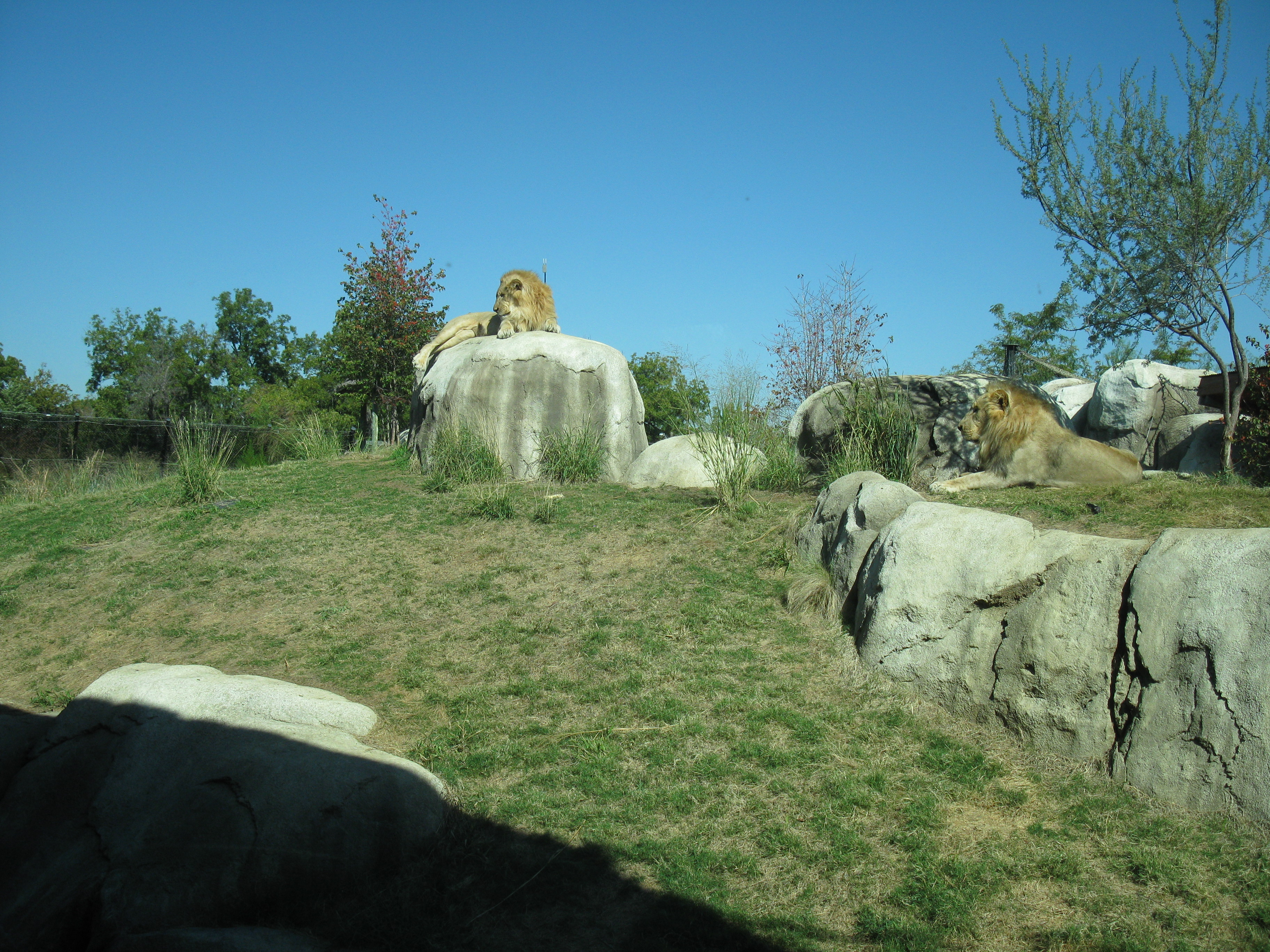
Freianlage für Löwen